# موتور دوازده‌بهمن
موتور دوازده‌بهمن یک منطقهٔ مسکونی در ایران است که در دهستان اسماعیل‌آباد (خاش) واقع شده‌است. موتور دوازده‌بهمن ۷۰ نفر جمعیت دارد.